# Exakt följd
Inom matematiken, speciellt inom ringteori, modulteori, homologisk algebra, differentialgeometri och gruppteori, är en exakt följd en följd, antingen ändlig eller oändlig, av objekt och morfismer mellan dem så att bilden av en sådan morfism är lika med nollrummet av den följande.

## Definition
I samband med gruppteori kallas en följd
{\displaystyle G_{0}\;{\xrightarrow {f_{1}}}\;G_{1}\;{\xrightarrow {f_{2}}}\;G_{2}\;{\xrightarrow {f_{3}}}\;\cdots \;{\xrightarrow {f_{n}}}\;G_{n}}
av grupper och grupphomomorfier exakt om bilden av varje homomorfi är lika med nollrummet av det följande:
{\displaystyle \mathrm {im} (f_{k})=\mathrm {ker} (f_{k+1}).}
Notera att följden av grupper och homomorfier kan vara ändlig eller oändlig.
Likadana definitioner kan göras för andra algebraiska strukturer. Exempelvis kan man betrakta exakta följder av vektorrum och linjära avbildningar eller moduler och modulhomomorfier. Mer allmänt kan exakta följder betraktas i varje kategori med nollrum och konollrum.